# Campo de la calle Industria
El campo de la calle de la Industria (en catalán camp del carrer de la Indústria), popularmente conocido como La Escopidora, fue el primer estadio de fútbol que el F. C. Barcelona poseyó en propiedad y donde se jugaron sus partidos entre los años 1909 y 1922.

## Ubicación
La Escopidora estaba situado entre las calles Industria (actual calle París), Urgel, Villarroel y Londres. La entrada principal se encontraba en la calle Industria y una entrada secundaria para los socios se situaba en la calle Urgel.

## Historia
Después de 10 años de vagar de campo en campo, de alquiler en alquiler, por los distintos campos de Velódromo de la Bonanova, del Casanoves, de la carretera de Horta, de la calle Muntaner y de la Plaza de Armas, el presidente Joan Gamper decidió la consolidación del Club comprando un campo propio en 1909.
El 14 de marzo de 1909 se inauguró sin ningún acto especial el Campo de la calle Industria (actualmente calle París) que fue bautizado popularmente con el nombre de La Escopidora por sus reducidas dimensiones. El primer partido que se jugó fue contra el Catalá Futbol Club en partido del Campeonato de Cataluña de fútbol, donde el Barça empató a dos goles. El primer gol lo marcó Romà Forns y el segundo, Carlos Wallace.
En el segundo partido disputado en el nuevo estadio, el Barça ganó, proclamándose campeón de Cataluña.
En este campo fue donde se inició la primera época dorada del F. C. Barcelona. Se produjo un importante salto en la calidad del equipo, debido a los fichajes de varios jugadores de renombre en la época, como Samitier, Alcántara, Emilio Sagi y Ricardo Zamora bajo los palos, entre otros.
Los seguidores blaugranas abarrotaban el campo cada domingo para presenciar al equipo en las Copas de Cataluña y España. Tanta gente acudía al estadio, que muchos de ellos tenían que sentarse en el borde de la parte alta de tribuna, por lo que los transeúntes que paseaban por los alrededores del estadio durante el partido, veían como sobresalían los traseros del público, por lo que comenzaron a llamar a los seguidores del F. C. Barcelona como “culés”, definición que ha llegado hasta nuestros días.

## Características

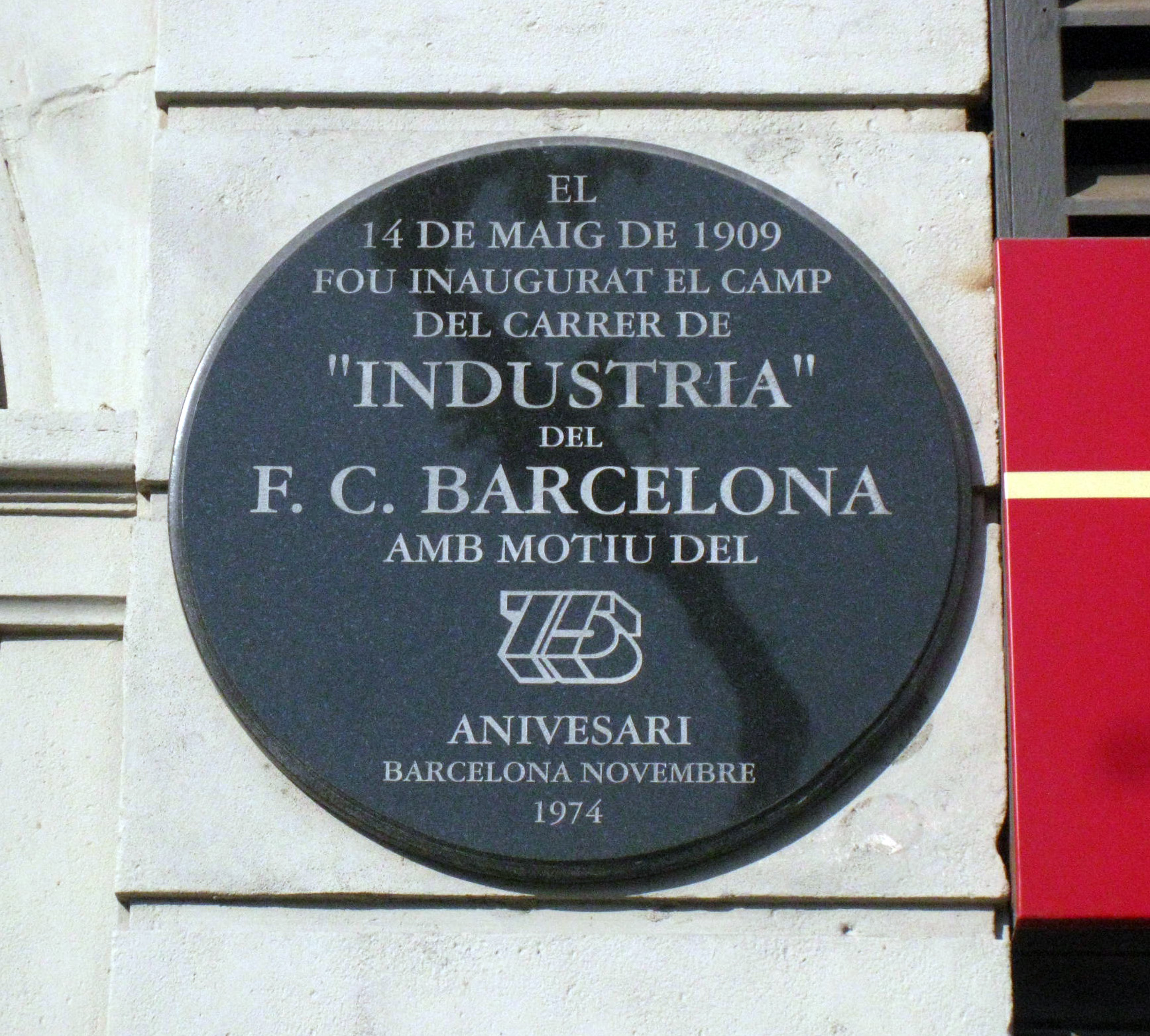
Placa conmemorativa en honor a la inauguración del estadio

El campo fue toda una revolución en la ciudad de Barcelona por la modernidad de sus instalaciones. Era el primer campo de fútbol de España que contaba con iluminación artificial. Su tribuna de dos pisos de madera tenía una capacidad para 1.500 personas, que junto al aforo de a pie alcanzaba una capacidad máxima de 6000 personas. En su inicio, el campo no poseía ni vestuarios, ni duchas, por lo que los jugadores tras los partidos, se lavaban con una palangana y un jarrón de agua fría Posteriormente, se construyeron vestuarios y duchas.
El terreno de juego tenía unas medidas de 91 metros de largo por 52 metros de ancho. No había vallas de seguridad que protegiesen el terreno de juego.

## Los títulos conseguidos en La Escopidora
Mientras jugaba en este campo, el F. C. Barcelona consiguió 13 títulos oficiales:
8 títulos del Campeonato de Cataluña de fútbol: 1909-10, 1910-11, 1912-13, 1915-16, 1918-19 1919-20, 1920-21 y 1921-22
5 títulos de Copa de España: 1910, 1912, 1913, 1920 y 1922.
Además de las finales de Copa de España ganadas por el F. C. Barcelona en 1912 y 1913, también se disputó en este campo la final de 1916, ganada por el Athletic Club.

## Traslado a las Corts
Debido a los éxitos conseguidos por el F. C. Barcelona y al creciente número de socios (en 1922 contaba ya con más de 6000) se decidió el traslado a un campo mayor, por lo que el equipo se trasladó al Camp de Les Corts, que fue inaugurado el 20 de mayo de 1922.<ref>La inauguración del Camp de les Corts Albetini.blog</ref